# Toshiko Takeya

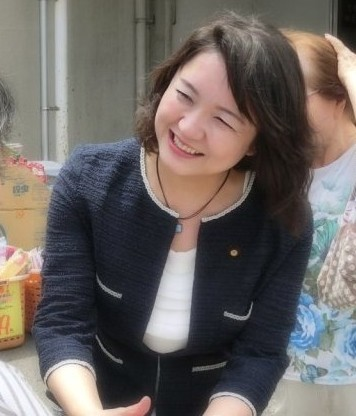
Toshiko Takeya

Toshiko Takeya (jap. 竹谷 とし子 Takeya Toshiko, verheiratete Kikuchi (菊地); * 30. September 1969 in Shibetsu, Hokkaidō) ist eine japanische Politikerin der Kōmeitō und seit 2010 eine der zehn→zwölf Vertreter der Präfektur Tokio im Sangiin, dem Oberhaus des nationalen Parlaments.
Takeya studierte nach Abschluss der angeschlossenen Oberschule an der wirtschaftswissenschaftlichen Fakultät der Sōka-Universität. Dort erwarb sie auch die Qualifikation als kōnin kaikeishi, einem staatlich geprüften Wirtschaftsprüfer. Nach ihrem Abschluss 1992 arbeitete sie zunächst für Tōmatsu, dann ab 1996 für Abeam Consulting KK, für die sie auch mehrfach im Ausland, unter anderem bei Entwicklungsprojekten in Südostasien, eingesetzt wurde.
Bei der Sangiin-Wahl 2010 wechselte Takeya in die Politik und übernahm die Kōmeitō-Kandidatur in Tokio von Yūji Sawa, der sich aus Altersgründen zurückzog. Sie erhielt über 800 Tausend Stimmen und erreichte damit den zweiten Platz hinter Renhō Murata (DPJ). Bei der Sangiin-Wahl 2016, bei der der Präfekturwahlkreis Tokio auf sechs Mandate vergrößert wurde, wurde Takeya mit 770.535 Stimmen (12,3 %) auf Platz 3 sicher wiedergewählt. 2022 erreichte sie mit 11,8 % der Stimmen Platz zwei.
Von 2013 bis 2014 saß sie im Sangiin dem Katastrophen-Sonderausschuss (saigai taisaku tokubetsu iinkai) vor, von 2014 bis 2015 (Kabinett Shinzō Abe III) war sie parlamentarische Staatssekretärin (daijinseimukan) im Finanzministerium. 2017 bis 2018 war sie Vorsitzende des Ausschusses für Allgemeine Angelegenheiten (zum gleichnamigen Ministerium), von 2019 bis 2020 führte sie den Justizausschuss.